# F.A.Q. Alive
Az F.A.Q. Alive a European Mantra első nagylemeze, amelyet 2005. május 18-án adtak ki a Smart Music kiadó jóvoltából. A számokat egy szlovákiai turné közben vettek fel több különböző városban. Az egyik ilyen állomás Léva városában volt az S-Klubban, a lemezbemutató koncertet pedig Budapesten tartották az A38 Hajón az album megjelenésének napján.

## Számlista
Az összes szám szerzője a European Mantra. 
| 1.      | E-Flat           | 9:23  |
| 2.      | Jazz Guitar      | 4:15  |
| 3.      | Pop Music        | 9:25  |
| 4.      | F-Blues          | 14:55 |
| 5.      | Ill & O+A        | 7:34  |
| 6.      | Sub E            | 5:14  |
| 7.      | Davis Around '83 | 17:06 |
| 8.      | Gigastars        | 1:25  |
| 9.      | Untitled         | 3:32  |
| 1:12:49 |                  |       |

## Közreműködők
- Borlai Gergő – dob
- Lukács Péter – gitár
- Nagy János – billentyűs hangszerek
- Papesch Péter – basszusgitár

## Külső hivatkozások
- Hivatalos oldal Archiválva 2008. december 10-i dátummal a Wayback Machine-ben
- Myspace (angolul)
- Smart Music